# Giezkowo
Giezkowo – wieś w Polsce, w województwie zachodniopomorskim, w powiecie koszalińskim, w gminie Świeszyno. Wieś jest siedzibą sołectwa, w którego skład wchodzi również miejscowość Kłokęcin.

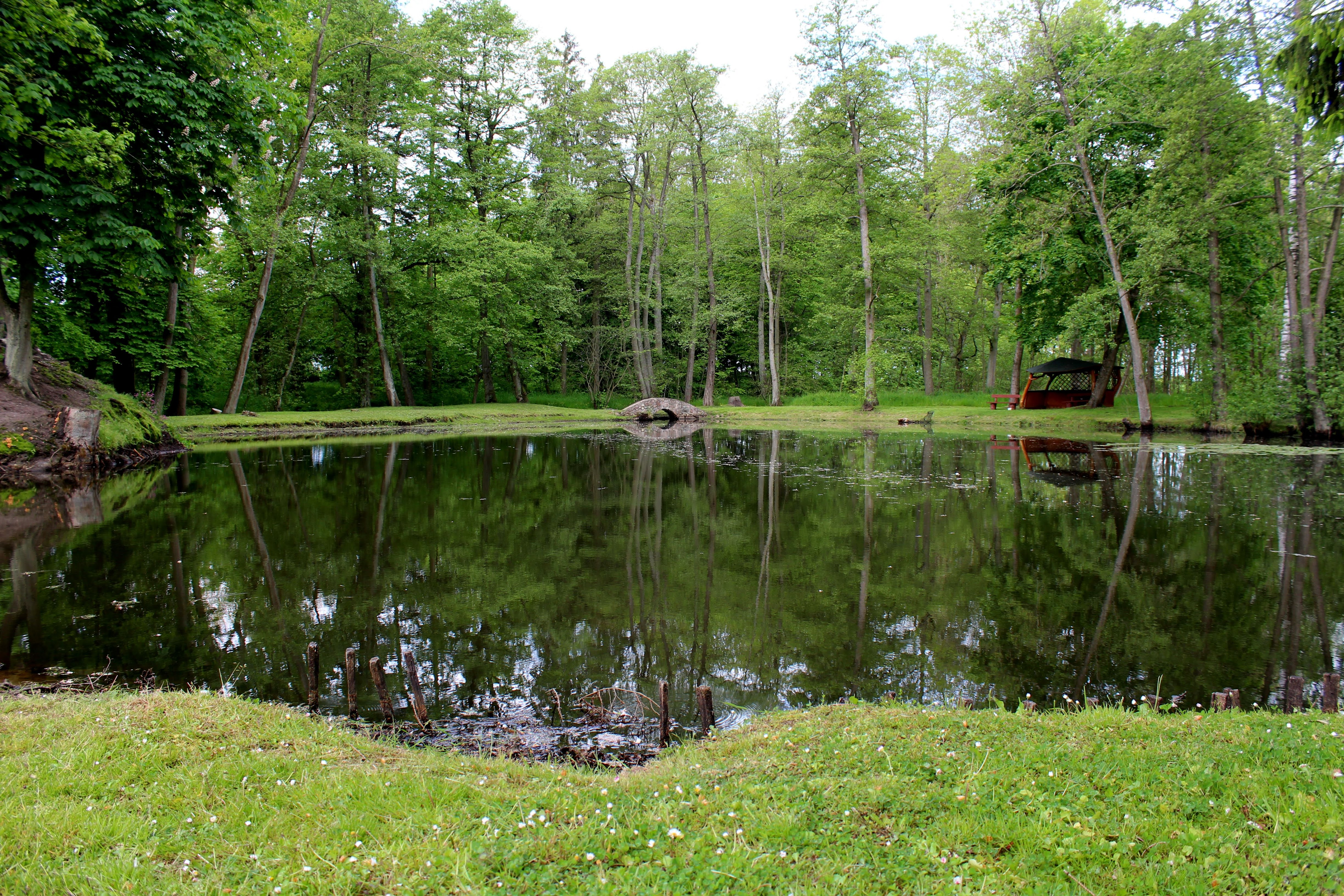
Park dworski z początku XIX wieku

Według regionalizacji fizycznogeograficznej miejscowość leży na obszarze megaregionu Pozaalpejska Europa Środkowa, prowincji Nizina Środkowoeuropejska, podprowincji Pojezierza Południowobałtyckie, makroregionu Pobrzeże Koszalińskie (313.4), mezoregionu Równina Białogardzka (313.42). Kondracki i Richling zaklasyfikowali mezoregion do typu wysoczyzn młodoglacjalnych przeważnie z jeziorami, w większości o charakterze gliniastym, falistym lub płaskim.
Na 31 grudnia 2015 we wsi mieszkało 241 osób. W 2008 Giezkowo zamieszkiwało 247 osób, rok później – 258. W 2010 liczba mieszkańców wynosiła 256, w 2011 – 252, w 2012 – 253.
W latach 1975–1998 miejscowość administracyjnie należała do województwa koszalińskiego.
W Giezkowie znajduje się park dworski z początku XIX wieku, wpisany do rejestru zabytków 2 lutego 1977 pod poz. 935.